# Kani (Thaa)
Pour les articles homonymes, voir Kani (homonymie).
Kani  est une petite île inhabitée des Maldives.  

## Géographie
Kani est située dans le centre des Maldives, au Sud-Ouest de l'atoll Kolhumadulu, dans la subdivision de Thaa. 